# Zaghouan
Zaghouan (arabe : زغوان  [zæʁuɛːn]) est une ville du nord de la Tunisie et le chef-lieu du gouvernorat du même nom. Établie sur le versant du djebel Zaghouan, elle domine une vaste plaine agricole. 20 798 habitants la peuplent en 2014.

## Géographie
Zaghouan est située à environ 60 km au Sud de Tunis et à environ 50 km de la côte du golfe d'Hammamet. À l'emplacement de la ville antique Ziqua, dont il ne subsiste qu'une porte triomphale, Zaghouan a des rues escarpées et coupées de petites places offrant des échappées sur la plaine.

## Histoire
Sur la montagne au sud de la ville, le djebel Zaghouan, se trouve le temple des Eaux, nymphée-théâtre d'une source alimentant l'aqueduc construit, peut-être de 120 à 131, pour acheminer l'eau du djebel jusqu'à Carthage, située à 90 kilomètres avec une déclivité étudiée de 0,29 %. Les ruines du nymphée originel (de type basilique) ont été découvertes en 2001 à proximité, le temple datant quant à lui de la période séverine. Les statues qui ornaient le Temple, celles de Neptune ainsi que douze naïades, sont pour la plupart exposées au musée national du Bardo.
En 1859, alors que l'aqueduc ne fonctionne plus depuis trois siècles, le ministre de Sadok Bey, Mustapha Khaznadar, décide de le faire restaurer, sur les conseils du consul de France de l'époque, Léon Roches, et avec le concours de l'ingénieur français, Pierre Colin. Les parties du canal à fleur de sol et en sous-sol sont remises en état et les parties sur arcades sont remplacées par des conduites en fonte. De nos jours, seuls les soixante premiers kilomètres de l'ouvrage sont utilisés par la Société nationale d'exploitation et de distribution des eaux.

## Patrimoine
La ville est connue pour ses roses, notamment l'églantier (ancêtre botanique de la rose), qui étaient cultivées par les musulmans andalous (Morisques) chassés d'Espagne au XVIIe siècle lors de la Reconquista. L'eau de fleur d'églantier (نسري, soit nesri en arabe) est utilisée pour aromatiser des pâtisseries comme les baklavas, mais surtout les kâak warka au nesri dont la recette transmise de mère en fille est une célébrité culinaire de la ville et fait l'objet d'un festival.
Le 17 février 2012, le gouvernement tunisien propose le complexe hydraulique romain de Zaghouan-Carthage dont l'aqueduc de Zaghouan fait partie pour un futur classement sur la liste du patrimoine mondial de l'humanité dressée par l'Unesco. Il présente celui-ci comme « le plus grand complexe du genre jamais réalisé » et estime également que les restaurations et réparations du complexe n'ont pas altéré son intégrité et son authenticité.

## Tourisme
Région réputée pour ses sources (aïns), Zaghouan attire aussi bien les Tunisiens que les touristes du monde arabe par ses hammams — l'un des plus connus est sans nul doute le hammam de la ville de Zriba située à huit kilomètres de Zaghouan — et son eau de rose.

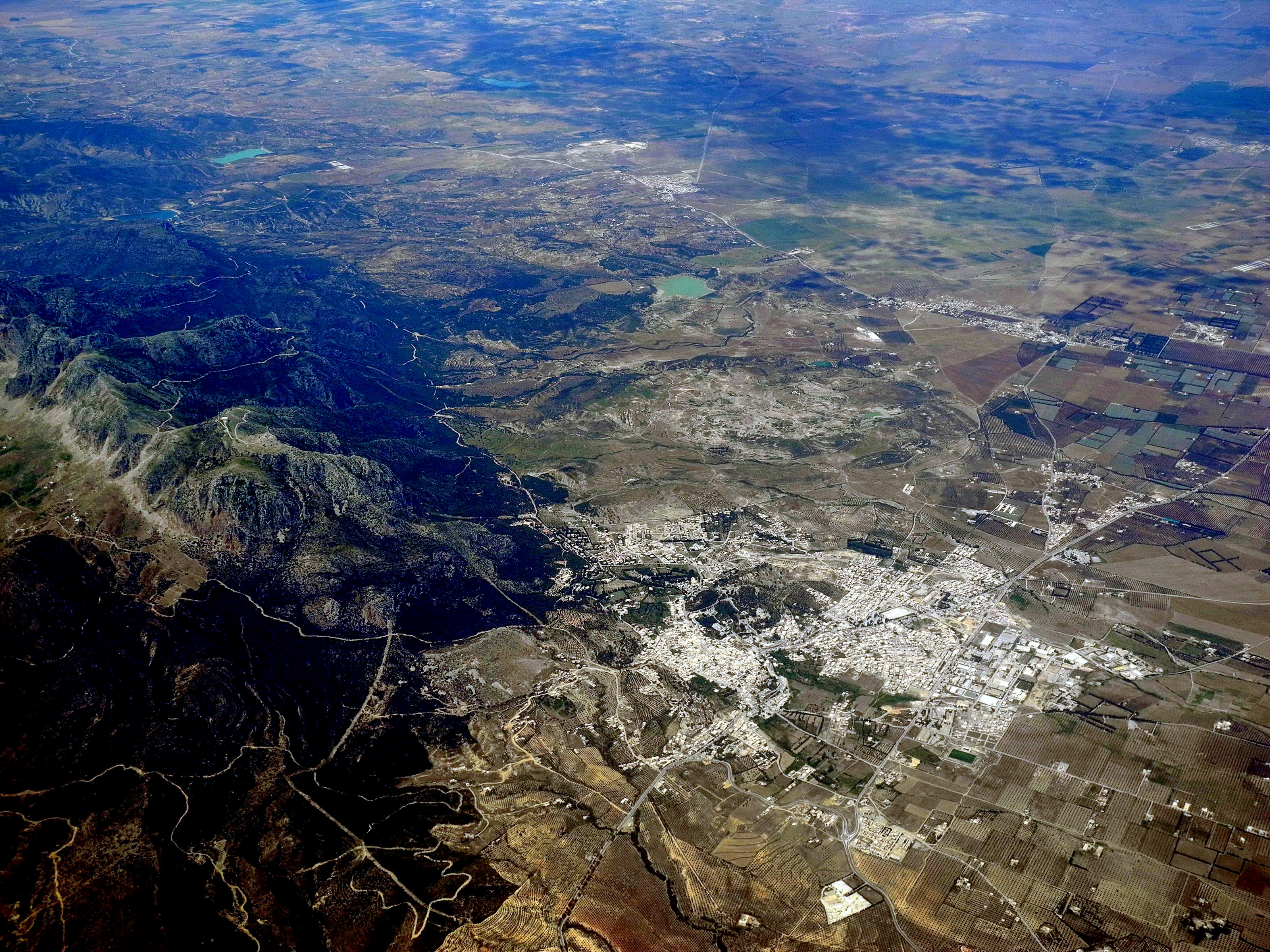
Vue aérienne de Zaghouan et du djebel Zaghouan.
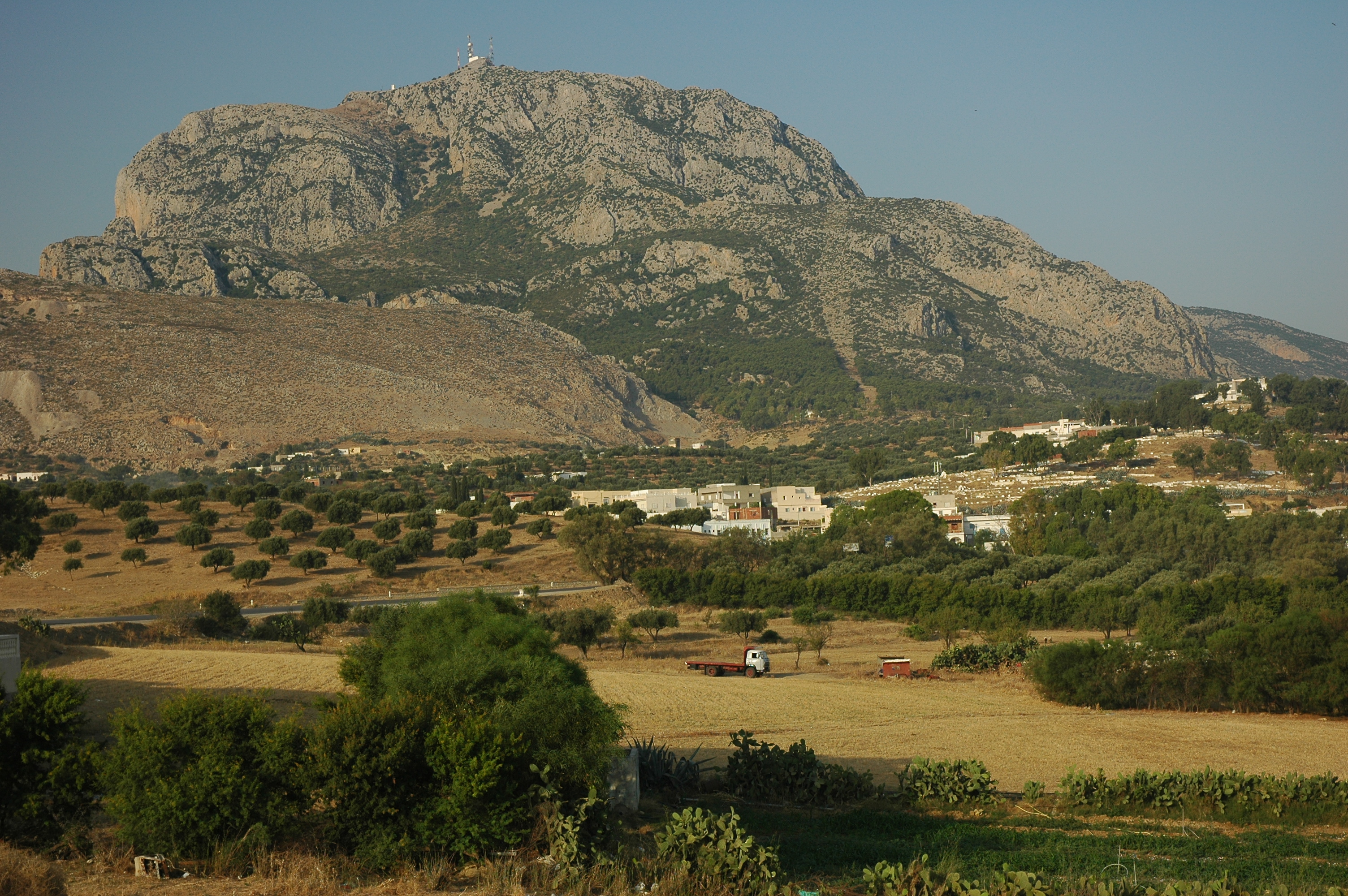
Vue du djebel Zaghouan.
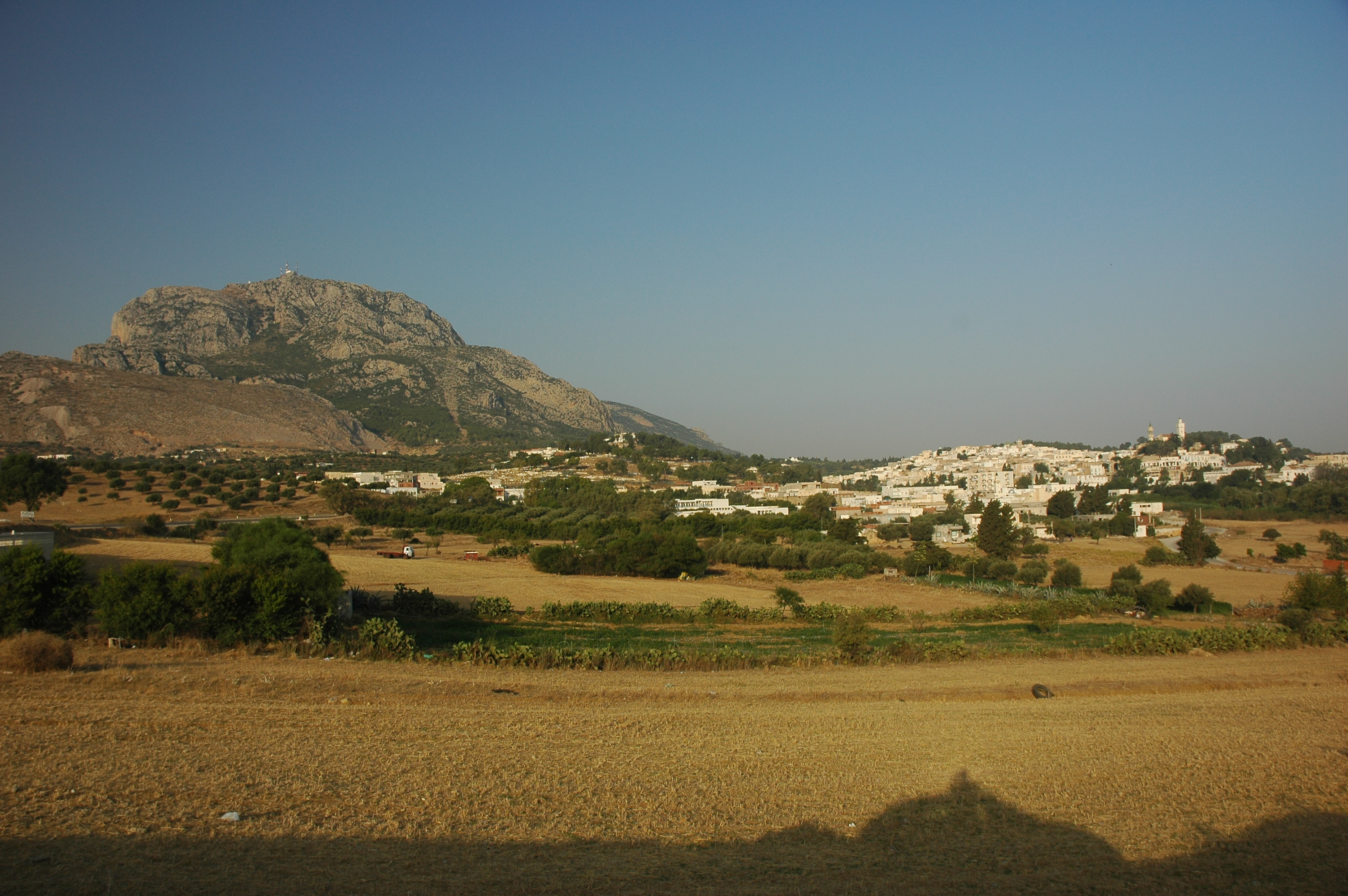
Plaine de Zaghouan.
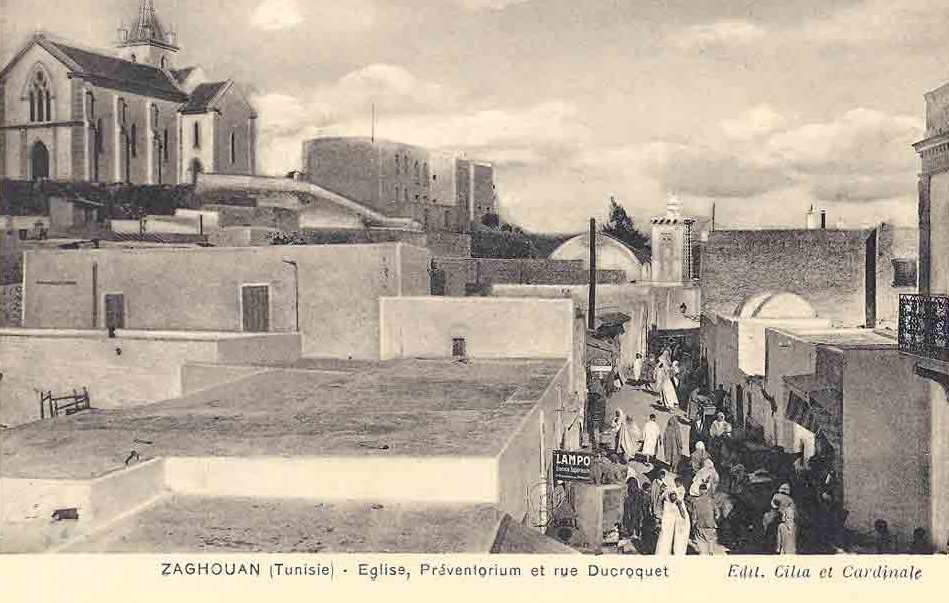
Rue de Zaghouan vers 1900.